# Gardenia kamialiensis
Gardenia kamialiensis är en måreväxtart som beskrevs av H. Takeuchi. Gardenia kamialiensis ingår i släktet Gardenia och familjen måreväxter. Inga underarter finns listade i Catalogue of Life.